# Asimutbreen Glacier
Asimutbreen Glacier är en glaciär i Antarktis. Den ligger i Östantarktis. Norge gör anspråk på området. Asimutbreen Glacier ligger 1 390 meter över havet.
Terrängen runt Asimutbreen Glacier är varierad, och sluttar norrut. Trakten är obefolkad. Det finns inga samhällen i närheten. 